# 徒单鎰
徒单镒（？—1214年5月26日），本名按出。女真人。金國宰相。
大定十三年（1173年），以女真进士第一名（状元），入仕为翰林侍讲。金章宗即位后，任吏部侍郎、御史中丞、参知政事，监修国史，后任尚书右仆射。1192年，出京任横海军、平阳军的留守使，同平章事，封济国公。不满李淑妃专权，被迫离京，先后在京兆府（今西安）、东京、上京任职。在成吉思汗南下时，徒单镒任丞相，负责拱卫金中都。金宣宗即位後封廣平郡王，世襲猛安謀克。1214年，金宣宗意欲南迁汴京，徒单镒极力劝谏，認為「銮辂一动，北路皆不守矣！」。宣宗不听，徒单镒愤愤而死。徒单镒著有《弘道集》。

## 延伸阅读
[在维基数据编辑]
 《金史/卷99》，出自脱脱《遼史》